# Conselve
Conselve település Olaszországban, Veneto régióban, Padova megyében. Lakosainak száma 9957 fő (2023. január 1.). Conselve Arre, Bagnoli di Sopra, Cartura, San Pietro Viminario, Terrassa Padovana és Tribano községekkel határos.

## Népesség
A település lakossága az elmúlt években az alábbi módon változott:
| Lakosok száma | 10 272 | 10 224 | 9957 |
|               | 2017   | 2018   | 2023 |